# Курская ТЭЦ-1
Курская ТЭЦ-1 — теплоэлектроцентраль, расположенная в Сеймском округе города Курска, является производственным подразделением филиала ПАО «Квадра» — «Курская генерация». Установленная электрическая мощность станции составляет 125 МВт, тепловая — 904 Гкал/ч. Численность сотрудников — 258 человек.
Возведение Курской ТЭЦ-1 напрямую связано с масштабной стройкой, развернувшейся в послевоенные годы. Согласно Постановлению Совета Министров СССР № 2481 от 17 июня 1949 года, Министерство Электростанций СССР планировало в 1951 году возобновить строительство районной ТЭЦ мощностью 25000 киловатт.
Стройка началась в 1952 году, а уже в октябре 1955 года первый турбогенератор ТЭЦ-1 мощностью 25 МВт дал первый электрический ток. Тепловая мощность станции в начале эксплуатации составляла всего 74 Гкал/ч. Этого объема было достаточно, чтобы с пуском централи втрое увеличить количество вырабатываемой энергии в городе. Современный облик ТЭЦ-1 обрела только в 1994 году, когда в эксплуатацию ввели пятую очередь. С 2000-х гг. на станции проходят масштабные работы по капитальному ремонту котлов и турбоагрегатов станции.
Основным топливом для станции является природный газ, резервным – мазут и уголь. Перевод станции на сжигание газового топлива значительно повысил надежность работы оборудования.
В настоящее время Курская ТЭЦ-1 осуществляет теплоснабжение Сеймского и части Центрального округов Курска.

## Перечень основного оборудования
| Агрегат                               | Тип            | Изготовитель                                     | Количество | Монтаж       | Основные характеристики | Основные характеристики | Источники   |
| Агрегат                               | Тип            | Изготовитель                                     | Количество | Монтаж       | Параметр                | Значение                | Источники   |
| ------------------------------------- | -------------- | ------------------------------------------------ | ---------- | ------------ | ----------------------- | ----------------------- | ----------- |
| Оборудование паротурбинных установок  |                |                                                  |            |              |                         |                         |             |
| Паровой котёл (2 из 6 на консервации) | ТП-15          | Таганрогский котельный завод «Красный котельщик» | 6          | 1958—1964 г. | Топливо                 | природный газ, уголь    | [ 1 ] [ 2 ] |
| Паровой котёл (2 из 6 на консервации) | ТП-15          | Таганрогский котельный завод «Красный котельщик» | 6          | 1958—1964 г. | Производительность      | 220 т/ч                 | [ 1 ] [ 2 ] |
| Паровой котёл (2 из 6 на консервации) | ТП-15          | Таганрогский котельный завод «Красный котельщик» | 6          | 1958—1964 г. | Параметры пара          | 100 кгс/см2, 540 °С     | [ 1 ] [ 2 ] |
| Паровая турбина                       | ПТ-60-90/13    | Ленинградский металлический завод                | 1          | 1958 г.      | Установленная мощность  | 60 МВт                  | [ 1 ]       |
| Паровая турбина                       | ПТ-60-90/13    | Ленинградский металлический завод                | 1          | 1958 г.      | Установленная мощность  | 60 МВт                  | [ 1 ] [ 2 ] |
| Паровая турбина                       | ПТ-60-90/13    | Ленинградский металлический завод                | 1          | 1958 г.      | Тепловая нагрузка       | — Гкал/ч                |             |
| Паровая турбина                       | ПТ-65/75-90/13 | Ленинградский металлический завод                | 1          | 1998 г.      | Установленная мощность  | 65 МВт                  | [ 1 ] [ 2 ] |
| Паровая турбина                       | ПТ-65/75-90/13 | Ленинградский металлический завод                | 1          | 1998 г.      | Тепловая нагрузка       | — Гкал/ч                | [ 1 ] [ 2 ] |
| Паровая турбина (на консервации)      | ПТ-50-90/13    | Ленинградский металлический завод                | 1          | 1962 г.      | Установленная мощность  | 50 МВт                  | [ 1 ] [ 2 ] |
| Паровая турбина (на консервации)      | ПТ-50-90/13    | Ленинградский металлический завод                | 1          | 1962 г.      | Тепловая нагрузка       | — Гкал/ч                | [ 1 ] [ 2 ] |
| Водогрейное оборудование              |                |                                                  |            |              |                         |                         |             |
| Водогрейный котёл                     | КВГМ-100       | —                                                | 6          | 1978—1986 г. | Топливо                 | природный газ, мазут    | [ 1 ]       |
| Водогрейный котёл                     | КВГМ-100       | —                                                | 6          | 1978—1986 г. | Тепловая мощность       | 100 Гкал/ч              | [ 1 ]       |

## Адрес
- 305026, Россия, Курск, проспект Ленинского Комсомола, 20.